# Mateus Claus
Mateus Eduardo Claus (Campo Bom, 3 agosto 1994) è un calciatore brasiliano, portiere della Juventude.

## Carriera
Claus è cresciuto nel settore giovanile del Veranópolis. È stato promosso in prima squadra nel 2015, giocando anche in prestito al Caxias, ma senza riuscire a fare il suo esordio in nessuno dei due club.
Nel 2016 è stato acquistato dal Pelotas, dove ha disputato le edizioni del 2018 e del 2019 della Copa FGF, trionfando in quest'ultima. Nel 2017 è stato prestato al Marcílio Dias e nel 2019 al Glória.
Il 20 dicembre 2019 si è unito in prestito al Bahia per il Campionato Baiano 2020. Il successivo 27 maggio, il suo prestito è stato prorogato fino al termine della stagione. Ha debuttato in Série A il 6 settembre 2020 nel pareggio esterno per 2-2 contro l'Internacional. Ad aprile 2021 il giocatore è diventato interamente del club baiano ed ha sottoscritto un contratto fino al 2023.

## Statistiche

### Presenze e reti nei club
Statistiche aggiornate al 27 maggio 2022.
| Stagione        | Squadra         | Campionato      | Campionato | Campionato | Coppe nazionali | Coppe nazionali | Coppe nazionali | Coppe continentali | Coppe continentali | Coppe continentali | Altre coppe | Altre coppe | Altre coppe | Totale | Totale | Totale |
| Stagione        | Squadra         | Comp            | Pres       | Reti       | Comp            | Pres            | Reti            | Comp               | Pres               | Reti               | Comp        | Pres        | Reti        | Pres   | Reti   |        |
| --------------- | --------------- | --------------- | ---------- | ---------- | --------------- | --------------- | --------------- | ------------------ | ------------------ | ------------------ | ----------- | ----------- | ----------- | ------ | ------ | ------ |
| 2017            | Pelotas         | A2/RS           | 4          | -2         |                 | -               | -               |                    | -                  | -                  |             | -           | -           | 4      | -2     |        |
| 2017            | Marcílio Dias   | B/SC            | 1          | 0          |                 | -               | -               |                    | -                  | -                  |             | -           | -           | 1      | 0      |        |
| 2018            | Pelotas         |                 | -          | -          |                 | -               | -               |                    | -                  | -                  | FGF         | 11          | -4          | 11     | -4     |        |
| 2019            | Glória          | A2/RS           | 1          | -2         |                 | -               | -               |                    | -                  | -                  |             | -           | -           | 1      | -2     |        |
| 2019            | Pelotas         |                 | -          | -          |                 | -               | -               |                    | -                  | -                  | FGF         | 14          | -7          | 14     | -7     |        |
| Totale Pelotas  | Totale Pelotas  | Totale Pelotas  | 4          | -2         |                 | -               | -               |                    | -                  | -                  |             | 25          | -11         | 29     | -13    |        |
| 2020            | Bahia           | PD/BA+A         | 7+3        | -3 ; -5    | CB              | 0               | 0               | CS                 | 0                  | 0                  | CdN         | 0           | 0           | 10     | -8     |        |
| 2021            | Bahia           | PD/BA+A         | 0+6        | -9         | CB              | 1               | 0               | CL                 | 1                  | -4                 | CdN         | 0           | 0           | 8      | -13    |        |
| 2022            | Bahia           | PD/BA+B         | 1+14       | 0 ; -14    | CB              | 0               | 0               |                    | -                  | -                  | CdN         | 1           | -1          | 16     | -15    |        |
| 2023            | Bahia           | PD/BA+A         | 2+0        | 0          | CB              | 0               | 0               |                    | -                  | -                  | CdN         | 1           | -1          | 3      | -1     |        |
| Totale carriera | Totale carriera | Totale carriera | 39         | -35        |                 | 1               | 0               |                    | 1                  | -4                 |             | 27          | -13         | 68     | -52    |        |